# KV Kortrijk
KV Kortrijk is een Belgische voetbalclub uit Kortrijk. De club is bij de Belgische voetbalbond aangesloten met stamnummer 19 en heeft rood-wit als kleuren, de kleuren van het wapenschild van de stad Kortrijk. De club kreeg zijn huidige naam K.V. Kortrijk in 1971 na de fusie tussen twee Kortrijkse clubs, Stade Kortrijk en Kortrijk Sport. KV Kortrijk nam bij het ontstaan in 1971 het stamnummer 19 over van Kortrijk Sport. De Kerels komen tijdens seizoen 2025-2026 uit in de Challenger Pro League.

## Geschiedenis

### Koninklijke Kortrijk Sport
Op 14 maart 1901 werd SC Courtraisien (Sporting Club Kortrijk) opgericht, dat lid werd van de UBSSA (de voorganger van de KBVB), de ploegkleuren waren rood-geel. Deze club verscheen al in 1906 in de hoogste afdeling en bleef daar tot 1911 spelen. Ze speelden in de tuin van Callens (aan de kant van de Leie).De club ging in de bevorderingsreeksen spelen, toen het niveau van Tweede Klasse tot 1922, toen de club voor het eerst even wegzakte. De ploeg fusioneerde in 1918 met FC Courtraisien, tot Courtrai Sports (Kortrijk Sport).
Tijdens de jaren 20 ging men wat over en weer tussen de Tweede en de Derde Klasse. Van 1924 tot 1926 in Tweede, daarna een seizoen in Derde; maar in 1927 kon men meteen opnieuw promoveren naar Tweede voor een seizoen. In 1927 kreeg de club de koninklijke titel en werd de naam Royal Courtrai Sports. In 1928 viel men echter voor langere tijd terug uit Tweede, of zakte men zelfs nog wat lager weg. In 1935 kwam de club terug in Derde, en tijdens de Tweede Wereldoorlog, in 1943, slaagde Courtrai Sports er weer in Tweede Klasse te bereiken.
De naam Royal Courtrai Sports werd pas in 1951 officieel vervlaamst tot Koninklijke Kortrijk Sport. De club bleef tot 1964 in Tweede Klasse, maar zakte toen weer weg, eerst drie seizoenen naar Derde, daarna volgden zelfs twee seizoenen Vierde Klasse, van 1969 tot 1971 volgden ten slotte nog drie seizoenen in Derde.

### Stade Kortrijk
In 1923 waren twee andere ploegen in de stad gefusioneerd, namelijk Eendracht Kortrijk met Patronaat Sint-Rochus tot Stade Kortrijk en waren lid geworden van de KBVB en kregen later stamnummer 161; de clubkleuren waren paars-wit. De naam werd veranderd tot K. Stade Kortrijk. Stade Kortrijk had in zijn geschiedenis verschillende keren in de bevorderingsreeksen gespeeld, maar had nooit hoger kunnen opklimmen.
De jeugdwerking van KV Kortrijk is nog steeds gevestigd op Stade Kortrijk.

### KV Kortrijk

#### De Fusie van Kortrijk Sport en Stade Kortrijk (1971)
Kortrijk Sport was in 1971 gedegradeerd naar Vierde Klasse en ook Stade Kortrijk deed het slecht. Op 6 mei 1971 fusioneerden Kortrijk Sport en Stade Kortrijk tot KV Kortrijk. De club speelde verder onder het stamnummer 19 van de oudste club, Kortrijk Sport. Als clubkleuren nam men de rood-witte kleuren van de stad Kortrijk aan. Van zowel Kortrijk Sport als Stade Kortrijk mochten vijf bestuursleden zetelen in het bestuur van de nieuwe fusieclub.
In het seizoen 1971/72 ging KV Kortrijk van start in Bevordering, waar Kortrijk Sport het seizoen voordien was geëindigd. De club klom vlug op, want het daaropvolgende seizoen promoveerde het reeds naar Derde Klasse en het seizoen daarna meteen naar Tweede.
Op het einde van het seizoen 1975/76 dwong men een plaats af in de eindronde. Kortrijk won die, en de fusieclub steeg zo na amper vijf jaar tijd naar Eerste Klasse. Daar bleef men drie seizoenen spelen. In het seizoen 1978/79 eindigde men echter onderaan en degradeerde Kortrijk terug naar tweede klasse. Men haalde er echter meteen weer eindronde, waar men opnieuw succesvol was, en na één seizoen nam de ploeg zo weer zijn plaats in de hoogste klasse in, waar het nog tot op het einde van het seizoen 1991/92 onafgebroken kon blijven. 

#### Moeilijke Periode en Faillissement (1992-2002)
In 1992 diende men opnieuw te zakken naar Tweede, waar men zes seizoenen zou doorbrengen. In 1998-1999 kwam KVK voor één seizoen terug naar de hoogste afdeling, maar de club kampte toen al met serieuze financiële problemen. Datzelfde jaar degradeerden ze ook nog naar derde klasse. In maart 2001 gebeurde het onvermijdelijke: de club ging failliet. 
De Groep Braem, bijeengezocht door ex-KVK-coryfee Boudewijn Braem, zorgde ervoor dat KVK toch kon blijven bestaan. Het grootste deel van het kapitaal werd door Jean-Marc De Gryse ingebracht. Onder leiding van Joseph Allijns werd de groep CVBA Kortrijk Voetbalt opgestart.

#### Terugkeer op het Hoogste Niveau (2003 - 2011)
Op het einde van het seizoen 2003/04 promoveerde de club na een sterk seizoen terug naar Tweede Klasse. De club ging weer onder de gewone naam spelen. De comeback in tweede klasse was echter niet denderend. Coach Rudi Verkempinck werd na zeven wedstrijden ontslagen en sportleider Manu Ferrera nam de rol van coach over, maar hij slaagde er niet in de club naar eerste klasse te loodsen. 
Met de komst van Hein Vanhaezebrouck in 2006 werd aanvallend voetbal het kenteken van Kortrijk. Vanhaezebrouck bereikte in zijn eerste seizoen de eindronde, maar haalde daarin geen punten. In het seizoen 2007/08 lukte het wel om te promoveren. KV Kortrijk werd voor de tweede keer in de geschiedenis kampioen en werd terug een van de achttien eersteklassers. Ook in de Beker van België was KV Kortrijk niet onopgemerkt gebleven onder het bewind van Vanhaezebrouck. Het kon twee jaar op rij de kwartfinales bereiken.
Net in het jaar dat KV Kortrijk terug in Eerste Klasse mocht spelen, zouden er door competitiehervormingen minstens drie ploegen degraderen naar Tweede Klasse. KV Kortrijk slaagde erin om zich op de laatste speeldag te verzekeren van het behoud.
Na het vertrek van Vanhaezebrouck in het daaropvolgende jaar werd Georges Leekens hoofdtrainer. Dit was het eerste jaar met play-offs op het eind van het seizoen. KV Kortrijk eindigde de reguliere competitie 4de in de stand met 45 punten. Hiermee wist de ploeg zich te plaatsen voor de play-off I, waar het uiteindelijk als 5de eindigde. De beste prestatie ooit van de club. 

#### Bekerfinale en Nieuwe Successen (2011 - 2015)
Op het eind van het seizoen in 2011 werd Leekens de nieuwe bondscoach van de nationale ploeg. Zo kwam Vanhaezebrouck na een seizoen afwezigheid terug aan het roer van de club. Kortrijk eindigde in 2011 op een tiende plaats. Ook Play-Off 2 was voor de VK geen succes, de ploeg eindigde laatste in de groep. Het seizoen 2011/12 werd daarentegen wel een succes. Op 8 februari 2012 plaatste KV Kortrijk zich voor het eerst voor de finale van de Beker van België. Na 1-2 winst in en tegen RAEC Mons werd er thuis met 2-2 gelijk gespeeld. In de finale op 24 maart 2012 werd echter met 0-1 verloren van KSC Lokeren. Vanhaezebrouck bestempelde dit verlies later als de grootste teleurstelling uit zijn trainerscarrière. Ook in de competitie presteerde de club knap. Met een zesde plaats in het klassement plaatste de club zich voor de tweede keer in drie jaar tijd voor Play-Off 1.
In de zomer van 2014 verliet Vanhaezebrouck de West-Vlaamse ploeg en trok naar KAA Gent. Assistent-trainer Yves Vanderhaeghe werd gepromoveerd tot hoofdtrainer. In zijn debuutjaar als trainer behaalde Kortrijk play-off I door op de 5e plaats te eindigen in de reguliere competitie. Kort na de verlenging van zijn contract als hoofdtrainer verkaste Vanderhaeghe samen met de volledige technische staf naar KV Oostende.
Op nieuwjaarsdag 2012 overleed Jean-Marc De Gryse, de grondlegger van het moderne KV Kortrijk. De familie De Gryse, met Jean-Marc als belangrijkste figuur, werd na de overname door de CVBA Kortrijk Voetbalt groep meerderheidsaandeelhouder van KV Kortrijk. Na het overlijden van Jean-Marc in 2013 erfde zijn broer Vincent de aandelen.
Op 12 mei 2015 raakte bekend dat de ploeg overgenomen werd door de Maleisische zakenman Vincent Tan die reeds eigenaar is van Cardiff City en FK Sarajevo. Hierna kenden de Kerels een tweetal mindere seizoenen.

#### Moeilijke Jaren en Trainerswissels (2016 - 2021)
Voor het volgende seizoen werd Johan Walem aangesteld als nieuwe hoofdtrainer. Op 8 februari 2016 werd Walem aan de deur gezet door tegenvallende resultaten. Hij werd opgevolgd door zijn assistent Karim Belhocine. In april kwam Patrick De Wilde de technische staf vervoegen omdat Belhocine niet over de nodige diploma's beschikte om. Hierdoor voldeed KV Kortrijk aan de licentievoorwaarden van de voetbalbond.
In het seizoen 2015/2016 eindigde de club op de negende plaats in de competitie en behaalde de finale van play-off II, die het verloor van Charleroi.
In het seizoen 2016-2017 begon de club met Bart Van Lancker als hoofdtrainer en Belhocine als Sportief Directeur Voetbalzaken. De Fransman had op dat moment nog steeds niet de juiste diploma's om te kunnen aantreden als hoofdtrainer. Dat jaar eindigen de Kerels op de 10e plaats in de reguliere competitie. In de vernieuwde play-off II behaalde de club de 4e plaats. Op het einde van het seizoen werd bekend dat de Fransman sportief manager van de club zou worden in het volgende seizoen.
De Griek Yannis Anastasiou begint in de zomer van 2017, na een mindere passage bij Roda JC Kerkrade, als hoofdtrainer bij KV Kortrijk. Omdat de resultaten bleven tegenvallen werd de Griek op 8 november 2017 de laan uitgestuurd. Hierna werd Glen De Boeck aangesteld als nieuwe oefenmeester van de Kerels. Samen met Lorenzo Staelens en Wouter Vrancken vormt hij de trainersstaf. Onder zijn leiding werd een remonte ingezet. De finale van de Beker van België werd net niet behaald en tot op de laatste speeldag werd meegestreden voor een play-off I-plaats. Nog voor de aanvang van play-off II werd bekend dat de club en Glen De Boeck een contract voor onbepaalde duur zijn overeengekomen. In groep 2A van de play-off's werden de "Kerels" tweede in hun groep met 19 punten en misten de finale van play-off II. De spits Teddy Chevalier werd dit seizoen tweede in de topschuttersstand.
In de zomer van 2018 doken er echter problemen op tussen de trainer en het bestuur. Zo wilden ze bij KV Kortrijk het contract van zijn rechterhand Lorenzo Staelens niet verlengen. Zijn andere assistent Wouter Vrancken vertrok in augustus 2018 naar KV Mechelen. Daarnaast konden de voorbereidingen niet in optimale omstandigheden gebeuren en was er ook een wisselvallige eerste seizoenshelft. In november 2018 werd de trainer daarom aan de deur gezet. Dezelfde dag nog werd Yves Vanderhaeghe aangesteld als hoofdcoach.
In april 2020 werd bekend dat Royal Excel Mouscron het initiatief had genomen voor fusiegesprekken met KV Kortrijk. De Waalse buur uit Henegouwen kreeg in eerste instantie geen licentie voor de hoogste voetbalklasse. Bij de gesprekken zou ook KSV Roeselare zijn betrokken, dat tevens geen proflicentie kreeg toegewezen en in financiële nood zat. Voorzitter Joseph Allijns reageerde enthousiast, terwijl de supporters furieus reageerden op de fusieplannen. Op 25 juli 2020 besliste Allijns om zijn functie in de raad van bestuur neer te leggen na 19 jaar. Ronny Verhelst werd de nieuwe voorzitter van de club.
In Januari 2021 werd Vanderhaeghe ontslagen. Na iets meer dan twee jaar kwam er een einde aan zijn tweede periode als hoofdtrainer bij de club. De Sloveen Luka Elsner, die eerder al bij Union aan de slag was in België, werd zijn opvolger.
Kortrijk begon sterk aan het seizoen 2021/22. Het was de enige ploeg die de eerste twee matchen won, en stond zo even op de eerste plaats. Op 7 oktober werd bekend dat Luka Elsner eenzijdig zijn contract verbrak met behulp van de Wet van '78. Hij trok naar Standard als nieuwe hoofdcoach. Onder het bewind van Elsner was Kortrijk goed begonnen aan het seizoen, met een 8e plaats na 10 speeldagen. Oud-speler en trainer Karim Belhocine werd aangesteld als de nieuwe hoofdtrainer. Na de 0-2 overwinning tegen Seraing in december sloten de Kerels het jaar af op een verdienstelijke 7e plaats. Het tweede deel van het seizoen verliep echter minder succesvol. Op de indrukwekkende 5-0 zege in de derby tegen Zulte Waregem na werd er niet meer gewonnen. Uiteindelijk zakte Kortrijk in het klassement en eindigde op de 13e plaats.

#### Twee keer ontsnapt, maar degradatie blijkt onvermijdelijk (2022–2025)
De Pro League wilde aan het eind van het seizoen het aantal ploegen terug naar 16 brengen, door de Coronapandemie in 2020 werd het aantal ploegen in 1A verhoogd tot 18. Dit zorgde ervoor dat er aan het eind van het seizoen 2022/23 drie ploegen rechtstreeks degradeerden. Al snel werd duidelijk dat Kortrijk, voor het eerst in meer dan 10 jaar, tegen degradatie zou spelen.
Op 23 augustus maakte KV Kortrijk de opmerkelijke transfer van Didier Lamkel Zé bekend. De Kameroener, die bekend stond om zijn turbulente relatie met Antwerp, zorgde met zijn overstap voor de nodige verbazing. Op speeldag 10 ontving Kortrijk Antwerp, de ex-club van Lamkel Zé, in eigen huis. Antwerp was perfect aan het seizoen begonnen en behaalde 27/27. Het won alle matchen en kon tegen Kortrijk een historische 30 op 30 behalen. Na 21 minuten liep Lamkel Zé de flank af en bracht de bal voor tot bij Felipe Avenatti, die de 1-0 maakte. De Kameroener vierde, alsof hij zelf had gescoord, voor de Antwerp aanhang. Kortrijk won de match uiteindelijk met 2-1 en maakte zo een eind aan de winstreeks van de competitieleider. Ook na de match trok de ex-Antwerp aanvaller alle aandacht naar zich toe.
Midden november ging Kortrijk met zware 0-4 cijfers onderuit tegen KAA Gent. De nederlaag was extra pijnlijk omdat clubicoon Kristof D'Haene al na twintig minuten met rood van het veld moest, een tekenend beeld van de moeilijke fase waarin de ploeg verkeerde. Het was de laatste wedstrijd voor de anderhalve maand durende break voor het WK in Qatar. Tijdens de WK-break besloot Kortrijk afscheid te nemen van Custovic. De club hoopte om de lange pauze te kunnen gebruiken om met een nieuwe trainer een frisse start te maken. De Duitser Bernd Storck werd aangesteld als nieuwe T1.
Eind december speelde Kortrijk de eerste match onder Storck. In de beker werd er in en tegen Leuven gewonnen. Ook de eerste wedstrijd in de competitie won Kortrijk verrassend van leider Genk. De week erop won Kortrijk weer in Leuven, ditmaal in de competitie. Kortrijk schoof zo al vrij snel op naar een veilige plek in de stand.  Onder Storck pakte de club onder meer driepunters op Sclessin en in eigen huis tegen Club Brugge. Op speeldag 32 kon de club zich redden dankzij een 0-0 gelijkspel tegen KAS Eupen. Hoofdcoach Bernd Storck kondigde kort daarna zijn aflopend contract niet te zullen verlengen.
Tijdens het seizoen kondigde clubicoon Kristof D’Haene aan dat hij aan het eind van het seizoen zou stoppen met voetballen vanwege een aanhoudende heupblessure. D’Haene verdedigde acht seizoenen lang de rood-witte kleuren van KV Kortrijk. Voor en na de laatste wedstrijd van het seizoen kreeg D’Haene een emotioneel eerbetoon van de supporters, hij kwam zelf tot scoren in zijn afscheidswedstrijd.
Op 28 april 2023 maakte KV Kortrijk bekend dat CEO Matthias Leterme en voorzitter Ronny Verhelst besloten hadden de club te verlaten. Hun vertrek was het gevolg van frustratie over de onredelijke opstelling van eigenaar Vincent Tan tijdens het verkoopproces van de club. KV Kortrijk moest daardoor op zoek naar een nieuwe hoofdcoach, CEO én voorzitter voor het komende seizoen. In juni 2023 raakte bekend dat de club verkocht werd aan de Amerikaanse vastgoedondernemer Matthew Kaminski, voor een bedrag tussen 15 en 17 miljoen euro. Nadat het beloofde bedrag na enkele weken nog steeds niet betaald werd door de Kaminski Group, werd al snel duidelijk dat de overname toch niet doorging. KV Kortrijk bleef in handen van de Maleisische Vincent Tan. Door het lange aanslepen van de verkoop heeft de club lang geen nieuwe trainer en spelers kunnen aantrekken. Uiteindelijk werd Edward Still als nieuwe trainer aangesteld en kon de voorbereiding op het nieuwe seizoen beginnen. 
De woelige zomer zorgde ook voor de nodige problemen op sportief vlak. Met slechts 2/24 werd Still eind september de laan uitgestuurd. Zijn opvolger, Glen De Boeck, werd na amper twee maanden alweer ontslagen. Kortrijk eindigde 2023 op de laatste plaats, 5 punten onder de voorlaatste in de stand.
Tijdend de winterstop werd de IJslandse coach Freyr Alexandersson voorgesteld. De relatief onbekende T1 moest voor een mirakel in Kortrijk zorgen: de club alsnog in 1A houden. Zijn eerste match bij de kerels was meteen een succes. Op het veld van Standard werd met 0-1 gewonnen dankzij een doelpunt van Avenatti. Onder Alexandersson ging Kortrijk in de laatste tien match van de reguliere competitie van 10 naar 24 punten. Het vond zo de aansluiting onderaan om de play-offs aan te vatten. In de Relegation Play-Off spelen de laatste vier ploegen voor het behoud. Aan het eind van de nacompetitie degraderen de laatste 2 direct, terwijl de 2e nog voorbij de winnaar van de promotie-play-offs in 1B moet.

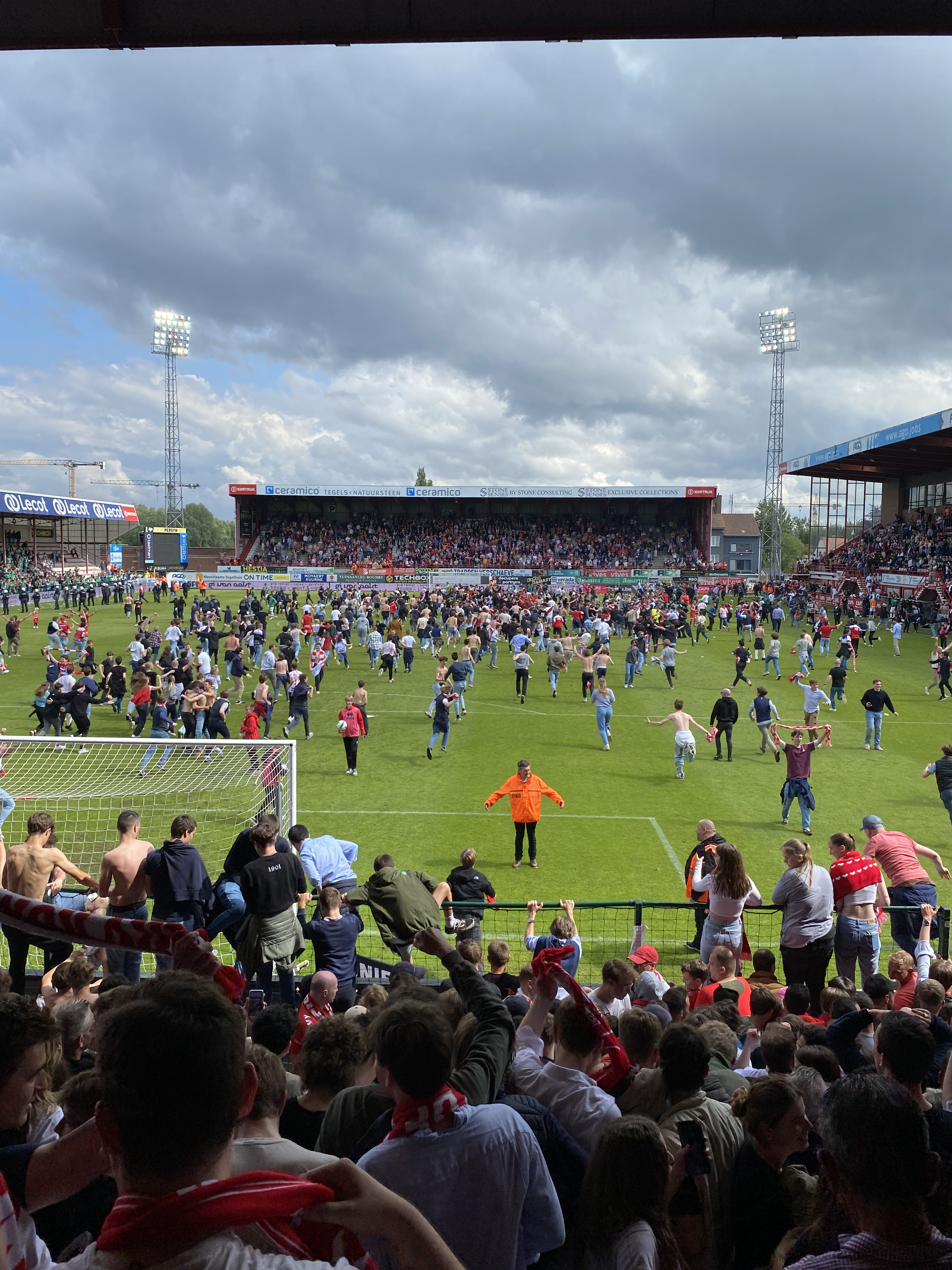
Ontlading in het Guldensporenstadion na de redding tegen Lommel

Kortrijk leek, van de vier ploegen, het meeste vertrouwen mee te nemen naar de play-offs. Charleroi belandde alsnog bij de laatste vier, terwijl ook RWD Molenbeek en Eupen zwaar verloren op de slotspeeldag. Toch begon de eindronde niet zoals gehoopt. Na een laat tegendoelpunt werd slechts gelijkgespeeld in Eupen, de week erop verloor KVK in eigen huis van Charleroi. De Zebra's leken daardoor op koers om het ticket voor behoud in 1A te grijpen. De situatie werd nog penibeler toen Kortrijk ook de derde speeldag verloor, thuis tegen RWDM. Met een achterstand van vijf punten op de Brusselaars leek rechtstreekse degradatie onafwendbaar. Toch won de Kortrijk de volgende twee wedstrijden tegen Molenbeek en Eupen en sprong zowaar over RWDM naar de tweede plek. Op de laatste speeldag werd die plaats verzekerd omdat Eupen, dat al uitgeteld was, verrassend won van de Brusselaars. Terwijl Kortrijk verloor van Charleroi. Zo kon Kortrijk zich alsnog opmaken voor het barrageduel met Lommel SK. In deze confrontatie eindigden beide duels na 90 minuten op 0-1, eerst in Lommel en daarna in Kortrijk. In de verlengingen van de terugmatch stelde Kortrijk het behoud veilig dankzij een hattrick van Thierry Ambrose, die het verschil maakte in een memorabele avond in het Guldensporenstadion.
De zomer van 2024 was rustiger dan de vorige in Kortrijk. Miracle Man Freyr Alexandersson bleef aan het roer, terwijl eigenaar Vincent Tan een kapitaalsverhoging van 10 miljoen euro doorvoerde. De stabiele zomer betekende echter niet dat de sportieve prestaties automatisch zouden volgen. Op 14 december verloor Kortrijk van Dender en stond na 18 speeldagen toch weer op een degradatieplaats. Voor de club het moment om de samenwerking met de Ijslandse coach stop te zetten. Yves Vanderhaeghe, die aan zijn derde periode als trainer van de club begon, werd diezelfde dag nog aangesteld. Echter, een succesformule bleek het niet te zijn. Na 8 matchen en een magere 2 op 24 werden de problemen alsmaar groter en nam de club uiteindelijk ook van hem afscheid.
Derde keer, goede keer, moeten ze gedacht hebben in West-Vlaanderen toen Bernd Storck opnieuw werd aangesteld. Met nog vier wedstrijden te gaan in de reguliere competitie, was de opdracht voor de Duitser allesbehalve eenvoudig. Hij begon met een gelijkspel tegen Cercle Brugge (1-1) en een nederlaag op het veld van STVV (4-2), goed voor slechts één punt uit zes. Toch sloot Kortrijk de reguliere competitie positief af met zeges tegen OH Leuven en KAA Gent. Daardoor kon Kortrijk de Relegation Playoffs aanvatten met hernieuwd vertrouwen.
De play-offs begonnen goed met een gelijkspel tegen Cercle (2-2) en winst op STVV met 0-3. Na de thuisoverwinning tegen het toen al gedegradeerde Beerschot (3-2), zagen de supporters een nieuw mirakel in de maak. Een week later volgde echter een verrassende 2-0 nederlaag op het Kiel, opnieuw tegen Beerschot. Daardoor werd Kortrijk afhankelijk van de resultaten van de concurrentie. De club zou degraderen als het op speeldag 5 geen punten kon goedmaken op Sint-Truiden. Hoewel Kortrijk zijn wedstrijd in Brugge won, bleek dat onvoldoende. STVV won met 2-1 van Beerschot, waardoor de degradatie van Kortrijk een feit werd. Na 17 opeenvolgende seizoenen in Eerste klasse A zakt de club terug naar het tweede niveau van het Belgische voetbal. Kort nadien vertrok trainer Storck naar Cercle Brugge, om daar de barragematch tegen Patro Eisden Maasmechelen af te werken.

#### Degradatie luidt nieuwe periode in (2025–heden)
Sportief directeur Pieter Eecloo werd bedankt voor bewezen diensten en werd de laan uitgestuurd. Hij werd vervangen door Nils Vanneste en Jelle Schelstraete. Deze mannen maakten direct werk om deze traditieclub zo snel mogelijk terug naar de hoogste afdeling te brengen.
Op 27 mei 2025 werd Michiel Jonckheere, die hier in 2022 zijn voetbalcarrière nog maar afsloot, aangesteld als hoofdtrainer. Hij werd overgenomen van Club Brugge, waar hij assistent-trainer was van Nicky Hayen. Kurt Bataille en Christophe Lepoint worden zijn assistenten. 

### KV Kortrijk per seizoen
- KV Kortrijk 2006/2007
- KV Kortrijk 2007/2008
- KV Kortrijk 2008/2009
- KV Kortrijk 2009/2010
- KV Kortrijk 2010/2011
- KV Kortrijk 2011/2012
- KV Kortrijk 2012/2013
- KV Kortrijk 2013/2014
- KV Kortrijk 2014/2015
- KV Kortrijk 2015/2016
- KV Kortrijk 2016/2017
- KV Kortrijk 2017/2018
- KV Kortrijk 2018/2019
- KV Kortrijk 2019/2020
- KV Kortrijk 2020/2021
- KV Kortrijk 2021/2022

## Erelijst

### Nationaal
Tweede klasse
kampioen (1): 2007/08
tweede (2): 1979/80, 1997/98
Trofee Jules Pappaert
winnaar (1): 1998
Beker van België
finalist (1): 2012

### Individuele trofeeën
Spelers of trainers die een individuele prijs behaalden toen ze lid waren van de club:
Trainer van het Jaar (1)
2012 (Hein Vanhaezebrouck)

## Resultaten
| Seizoen                                                       | Klasse | Klasse | Klasse | Klasse | Klasse | Reeks                                                               | Punten                                                              | Opmerkingen |                                                                     |
|                                                               | I      | I      | II     | III    | IV     |                                                                     |                                                                     | |                                                                     |
| ------------------------------------------------------------- | ------ | ------ | ------ | ------ | ------ | ------------------------------------------------------------------- | ------------------------------------------------------------------- | --- | ------------------------------------------------------------------- |
| Als Sporting Club Courtraisien                                |        |        |        |        |        |                                                                     |                                                                     | |                                                                     |
| 1906/07                                                       | 8      | 8      |        |        |        | Ere Afdeling                                                        | 10                                                                  | |                                                                     |
| 1907/08                                                       | 8      | 8      |        |        |        | Ere Afdeling                                                        | 9                                                                   | |                                                                     |
| 1908/09                                                       | 9      | 9      |        |        |        | Ere Afdeling                                                        | 13                                                                  | |                                                                     |
| 1909/10                                                       | 11     | 11     |        |        |        | Ere Afdeling                                                        | 11                                                                  | |                                                                     |
| 1910/11                                                       | 12     | 12     |        |        |        | Ere Afdeling                                                        | 7                                                                   | |                                                                     |
| 1911/12                                                       |        |        | 3      |        |        | Eerste Afdeling                                                     | 27                                                                  | |                                                                     |
| 1912/13                                                       |        |        | 7      |        |        | Eerste Afdeling                                                     | 19                                                                  | |                                                                     |
| 1913/14                                                       |        |        | 9      |        |        | Eerste Afdeling                                                     | 19                                                                  | |                                                                     |
| 1914/15                                                       |        |        |        |        |        |                                                                     |                                                                     | Geen competitie door Wereldoorlog I |                                                                     |
| 1915/16                                                       |        |        |        |        |        |                                                                     |                                                                     | Geen competitie door Wereldoorlog I |                                                                     |
| 1916/17                                                       |        |        |        |        |        |                                                                     |                                                                     | Geen competitie door Wereldoorlog I |                                                                     |
| 1917/18                                                       |        |        |        |        |        |                                                                     |                                                                     | Geen competitie door Wereldoorlog I |                                                                     |
| 1918/19                                                       |        |        |        |        |        |                                                                     |                                                                     | Geen competitie door Wereldoorlog I |                                                                     |
| Als Courtrai Sport                                            |        |        |        |        |        |                                                                     |                                                                     | |                                                                     |
| 1919/20                                                       |        |        | 9      |        |        | Eerste Afdeling                                                     | 18                                                                  | |                                                                     |
| 1920/21                                                       |        |        | 10     |        |        | Eerste Afdeling                                                     | 16                                                                  | |                                                                     |
| 1921/22                                                       |        |        | 11     |        |        | Eerste Afdeling                                                     | 20                                                                  | |                                                                     |
| 1922-23                                                       |        |        |        |        | ?      | Eerste Prov.                                                        | ?                                                                   | |                                                                     |
| 1923-24                                                       |        |        |        |        | ?      | Eerste Prov.                                                        | ?                                                                   | |                                                                     |
| 1924/25                                                       |        |        |        | 7      |        | Bevordering B                                                       | 27                                                                  | |                                                                     |
| 1925/26                                                       |        |        |        | 9      |        | Bevordering A                                                       | 25                                                                  | |                                                                     |
| 1926/27                                                       |        |        |        | 1      |        | Bevordering A                                                       | 41                                                                  | |                                                                     |
| 1927/28                                                       |        |        | 12     |        |        | Eerste Afdeling                                                     | 20                                                                  | |                                                                     |
| 1928/29                                                       |        |        |        | 2      |        | Bevordering A                                                       | 34                                                                  | |                                                                     |
| 1929/30                                                       |        |        |        | 13     |        | Bevordering A                                                       | 17                                                                  | |                                                                     |
| 1930/31                                                       |        |        |        |        | 1      | Eerste Prov.                                                        | 36                                                                  | Wel na 23 speeldagen |                                                                     |
| 1931/32                                                       |        |        |        | 5      |        | Bevordering A                                                       | 29                                                                  | |                                                                     |
| 1932/33                                                       |        |        |        | 5      |        | Bevordering A                                                       | 29                                                                  | |                                                                     |
| 1933/34                                                       |        |        |        | 7      |        | Bevordering A                                                       | 26                                                                  | |                                                                     |
| 1934/35                                                       |        |        |        | 8      |        | Bevordering A                                                       | 25                                                                  | |                                                                     |
| 1935/36                                                       |        |        |        | 2      |        | Bevordering D                                                       | 33                                                                  | |                                                                     |
| 1936/37                                                       |        |        |        | 5      |        | Bevordering D                                                       | 30                                                                  | |                                                                     |
| 1937/38                                                       |        |        |        | 9      |        | Bevordering D                                                       | 22                                                                  | |                                                                     |
| 1938/39                                                       |        |        |        | 6      |        | Bevordering C                                                       | 27                                                                  | |                                                                     |
| 1939/40                                                       |        |        |        |        |        |                                                                     |                                                                     | Geen competitie door Wereldoorlog II |                                                                     |
| 1940/41                                                       |        |        |        |        |        |                                                                     |                                                                     | Geen competitie door Wereldoorlog II |                                                                     |
| 1941/42                                                       |        |        |        | 2      |        | Bevordering A                                                       | 28                                                                  | |                                                                     |
| 1942/43                                                       |        |        |        | 1      |        | Bevordering D                                                       | 46                                                                  | |                                                                     |
| 1943/44                                                       |        |        | 10     |        |        | Eerste Afdeling A                                                   | 25                                                                  | |                                                                     |
| 1943/44                                                       |        |        |        |        |        |                                                                     |                                                                     | Geen competitie door Wereldoorlog II |                                                                     |
| 1945/46                                                       |        |        | 6      |        |        | Eerste Afdeling A                                                   | 35                                                                  | |                                                                     |
| 1946/47                                                       |        |        | 5      |        |        | Eerste Afdeling B                                                   | 37                                                                  | |                                                                     |
| 1947/48                                                       |        |        | 6      |        |        | Eerste Afdeling A                                                   | 30                                                                  | |                                                                     |
| 1948/49                                                       |        |        | 6      |        |        | Eerste Afdeling B                                                   | 34                                                                  | |                                                                     |
| 1949/50                                                       |        |        | 8      |        |        | Eerste Afdeling A                                                   | 31                                                                  | |                                                                     |
| 1950/51                                                       |        |        | 2      |        |        | Eerste Afdeling B                                                   | 40                                                                  | |                                                                     |
| 1951/52                                                       |        |        | 8      |        |        | Eerste Afdeling A                                                   | 33                                                                  | |                                                                     |
|                                                               | I      | I      | II     | III    | IV     | Vanaf 1952/53 zijn er 4 nationale niveaus en wijzigen de reeksnamen | Vanaf 1952/53 zijn er 4 nationale niveaus en wijzigen de reeksnamen | Vanaf 1952/53 zijn er 4 nationale niveaus en wijzigen de reeksnamen | Vanaf 1952/53 zijn er 4 nationale niveaus en wijzigen de reeksnamen |
| 1952/53                                                       |        |        | 10     |        |        | Tweede Klasse                                                       | 28                                                                  | |                                                                     |
| 1953/54                                                       |        |        | 9      |        |        | Tweede Klasse                                                       | 29                                                                  | |                                                                     |
| 1954/55                                                       |        |        | 10     |        |        | Tweede Klasse                                                       | 29                                                                  | |                                                                     |
| 1955/56                                                       |        |        | 10     |        |        | Tweede Klasse                                                       | 28                                                                  | |                                                                     |
| 1956/57                                                       |        |        | 5      |        |        | Tweede Klasse                                                       | 33                                                                  | |                                                                     |
| 1957/58                                                       |        |        | 13     |        |        | Tweede Klasse                                                       | 24                                                                  | |                                                                     |
| 1958/59                                                       |        |        | 9      |        |        | Tweede Klasse                                                       | 30                                                                  | |                                                                     |
| 1959/60                                                       |        |        | 11     |        |        | Tweede Klasse                                                       | 28                                                                  | |                                                                     |
| 1960/61                                                       |        |        | 13     |        |        | Tweede Klasse                                                       | 25                                                                  | |                                                                     |
| 1961/62                                                       |        |        | 13     |        |        | Tweede Klasse                                                       | 25                                                                  | |                                                                     |
| 1962/63                                                       |        |        | 14     |        |        | Tweede Klasse                                                       | 22                                                                  | |                                                                     |
| 1963/64                                                       |        |        | 16     |        |        | Tweede Klasse                                                       | 7                                                                   | |                                                                     |
| 1964/65                                                       |        |        |        | 6      |        | Derde Klasse A                                                      | 31                                                                  | |                                                                     |
| 1965/66                                                       |        |        |        | 12     |        | Derde Klasse B                                                      | 24                                                                  | |                                                                     |
| 1966/67                                                       |        |        |        | 15     |        | Derde Klasse A                                                      | 23                                                                  | |                                                                     |
| 1967/68                                                       |        |        |        |        | 2      | Vierde Klasse A                                                     | 37                                                                  | |                                                                     |
| 1968/69                                                       |        |        |        |        | 1      | Vierde Klasse A                                                     | 41                                                                  | |                                                                     |
| 1969/70                                                       |        |        |        | 14     |        | Derde Klasse A                                                      | 24                                                                  | |                                                                     |
| 1970/71                                                       |        |        |        | 15     |        | Derde Klasse B                                                      | 22                                                                  | |                                                                     |
| Als KV Kortrijk (fusie van Kortrijk Sport met Stade Kortrijk) |        |        |        |        |        |                                                                     |                                                                     | |                                                                     |
| 1971/72                                                       |        |        |        |        | 1      | Vierde Klasse D                                                     | 47                                                                  | |                                                                     |
| 1972/73                                                       |        |        |        | 2      |        | Derde Klasse B                                                      | 42                                                                  | Door fusie van Racing White en Daring Molenbeek tot RWDM kwam een plaats vrij. KVK won testmatch van beide tweedes tegen Waterschei met 4-2.                                                       |                                                                     |
| 1973/74                                                       |        |        | 11     |        |        | Tweede Klasse                                                       | 29                                                                  | |                                                                     |
| 1974/75                                                       |        |        | 6      |        |        | Tweede Klasse                                                       | 34                                                                  | |                                                                     |
| 1975/76                                                       |        |        | 4      |        |        | Tweede Klasse                                                       | 37                                                                  | Winnaar eindronde met 10 punten. |                                                                     |
| 1976/77                                                       | 12     | 12     |        |        |        | Eerste Klasse                                                       | 32                                                                  | |                                                                     |
| 1977/78                                                       | 16     | 16     |        |        |        | Eerste Klasse                                                       | 24                                                                  | |                                                                     |
| 1978/79                                                       | 18     | 18     |        |        |        | Eerste Klasse                                                       | 20                                                                  | |                                                                     |
| 1979/80                                                       |        |        | 2      |        |        | Tweede Klasse                                                       | 41                                                                  | Winnaar eindronde met 12 punten. |                                                                     |
| 1980/81                                                       | 13     | 13     |        |        |        | Eerste Klasse                                                       | 30                                                                  | |                                                                     |
| 1981/82                                                       | 6      | 6      |        |        |        | Eerste Klasse                                                       | 38                                                                  | |                                                                     |
| 1982/83                                                       | 11     | 11     |        |        |        | Eerste Klasse                                                       | 29                                                                  | |                                                                     |
| 1983/84                                                       | 12     | 12     |        |        |        | Eerste Klasse                                                       | 29                                                                  | |                                                                     |
| 1984/85                                                       | 13     | 13     |        |        |        | Eerste Klasse                                                       | 27                                                                  | |                                                                     |
| 1985/86                                                       | 15     | 15     |        |        |        | Eerste Klasse                                                       | 25                                                                  | |                                                                     |
| 1986/87                                                       | 15     | 15     |        |        |        | Eerste Klasse                                                       | 24                                                                  | |                                                                     |
| 1987/88                                                       | 9      | 9      |        |        |        | Eerste Klasse                                                       | 31                                                                  | |                                                                     |
| 1988/89                                                       | 8      | 8      |        |        |        | Eerste Klasse                                                       | 35                                                                  | |                                                                     |
| 1989/90                                                       | 7      | 7      |        |        |        | Eerste Klasse                                                       | 33                                                                  | |                                                                     |
| 1990/91                                                       | 15     | 15     |        |        |        | Eerste Klasse                                                       | 25                                                                  | |                                                                     |
| 1991/92                                                       | 17     | 17     |        |        |        | Eerste Klasse                                                       | 20                                                                  | |                                                                     |
| 1992/93                                                       |        |        | 12     |        |        | Tweede Klasse                                                       | 25                                                                  | |                                                                     |
| 1993/94                                                       |        |        | 6      |        |        | Tweede Klasse                                                       | 50                                                                  | |                                                                     |
| 1994/95                                                       |        |        | 8      |        |        | Tweede Klasse                                                       | 51                                                                  | |                                                                     |
| 1995/96                                                       |        |        | 4      |        |        | Tweede Klasse                                                       | 58                                                                  | Vierde in eindronde met 6 punten. |                                                                     |
| 1996/97                                                       |        |        | 7      |        |        | Tweede Klasse                                                       | 53                                                                  | |                                                                     |
| 1997/98                                                       |        |        | 2      |        |        | Tweede Klasse                                                       | 71                                                                  | Winnaar eindronde met 13 punten. |                                                                     |
| 1998/99                                                       | 17     | 17     |        |        |        | Eerste Klasse                                                       | 25                                                                  | |                                                                     |
| 1999/00                                                       |        |        | 16     |        |        | Tweede Klasse                                                       | 38                                                                  | Verlies in finale eindronde tegen K. Heusden-Zolder. |                                                                     |
| 2000/01                                                       |        |        |        | 6      |        | Derde Klasse A                                                      | 45                                                                  | Door een faillissement zou KVK moeten zakken naar vierde klasse, maar door winst in de finale van de eindronde tegen RCS Visétois "promoveerde" de club, zodat men in feite in derde klasse bleef. |                                                                     |
| 2001/02                                                       |        |        |        | 10     |        | Derde Klasse A                                                      | 40                                                                  | |                                                                     |
| 2002/03                                                       |        |        |        | 5      |        | Derde Klasse A                                                      | 40                                                                  | |                                                                     |
| 2003/04                                                       |        |        |        | 2      |        | Derde Klasse A                                                      | 63                                                                  | Winst finale eindronde tegen KV Turnhout. |                                                                     |
| 2004/05                                                       |        |        | 7      |        |        | Tweede Klasse                                                       | 48                                                                  | |                                                                     |
| 2005/06                                                       |        |        | 5      |        |        | Tweede Klasse                                                       | 52                                                                  | |                                                                     |
| 2006/07                                                       |        |        | 3      |        |        | Tweede Klasse                                                       | 67                                                                  | Vierde in eindronde met 0 punten. |                                                                     |
| 2007/08                                                       |        |        | 1      |        |        | Tweede Klasse                                                       | 76                                                                  | |                                                                     |
| 2008/09                                                       | 14     | 14     |        |        |        | Eerste Klasse                                                       | 38                                                                  | |                                                                     |
| 2009/10                                                       | 5      | 5      |        |        |        | Eerste Klasse                                                       | 33                                                                  | Na de reguliere competitie stond Kortrijk op de 4e plaats. |                                                                     |
| 2010/11                                                       | 10     | 10     |        |        |        | Eerste Klasse                                                       | 38                                                                  | In Play-off 2 behaalde het 3 punten. |                                                                     |
| 2011/12                                                       | 6      | 6      |        |        |        | Eerste Klasse                                                       | 34                                                                  | Na de reguliere competitie stond Kortrijk op de 6e plaats |                                                                     |
| 2012/13                                                       | 9      | 9      |        |        |        | Eerste Klasse                                                       | 39                                                                  | In Play-off 2 behaalde het 2 punten. |                                                                     |
| 2013/14                                                       | 8      | 8      |        |        |        | Eerste Klasse                                                       | 39                                                                  | Groepswinnaar Play off 2, finale Play off 2 verloren tegen KV Oostende na strafschoppen. |                                                                     |
| 2014/15                                                       | 6      | 6      |        |        |        | Eerste Klasse                                                       | 34                                                                  | Na de reguliere competitie stond Kortrijk op de 5e plaats. |                                                                     |
| 2015/16                                                       | 9      | 9      |        |        |        | Eerste Klasse                                                       | 39                                                                  | Groepswinnaar Play off 2, finale Play off 2 verloren tegen Sporting Charleroi. |                                                                     |
|                                                               | 1A     | 1B     | 1Am    | 2Am    | 3Am    |                                                                     |                                                                     | Vanaf 2016-17 zijn er 3 nationale en 2 regionale niveaus | Vanaf 2016-17 zijn er 3 nationale en 2 regionale niveaus            |
| 2016/17                                                       | 10     |        |        |        |        | Eerste Klasse A                                                     | 31                                                                  | |                                                                     |
| 2017/18                                                       | 7      |        |        |        |        | Eerste Klasse A                                                     | 42                                                                  | |                                                                     |
| 2018/19                                                       | 8      |        |        |        |        | Eerste Klasse A                                                     | 43                                                                  | |                                                                     |
| 2019/20                                                       | 11     |        |        |        |        | Eerste Klasse A                                                     | 33                                                                  | Competitie beëindigd na 29 speeldagen wegens de coronacrisis; toen stond KV Kortrijk op de 11e plaats met 33 punten.                                                                               |                                                                     |
| 2020/21                                                       | 14     |        |        |        |        | Eerste Klasse A                                                     | 39                                                                  | |                                                                     |
| 2021/22                                                       | 13     |        |        |        |        | Eerste Klasse A                                                     | 37                                                                  | |                                                                     |
| 2022/23                                                       | 14     |        |        |        |        | Eerste Klasse A                                                     | 31                                                                  | Verzekerd van een verlengd verblijf in 1A op de derde laatste speeldag. |                                                                     |
| 2023/24                                                       | 14     |        |        |        |        | Eerste Klasse A                                                     | 31                                                                  | Handhaving door winst in promotie/degradatie Play-offs. |                                                                     |
| 2024/25                                                       | 15     |        |        |        |        | Eerste klasse A                                                     | 37                                                                  | Degradatie naar Eerste klasse B na een derde plek in de regulation play-offs. |                                                                     |
| 2025/26                                                       |        |        |        |        |        | Eerste klasse B                                                     |                                                                     | |                                                                     |

## Resultaten in grafiek 1972-heden
| 1 |

| 2 |

| 11 |

| 6 |

| 4 |

| 12 |

| 16 |

| 18 |

| 2 |

| 13 |

| 6 |

| 11 |

| 12 |

| 13 |

| 15 |

| 15 |

| 9 |

| 8 |

| 7 |

| 15 |

| 17 |

| 12 |

| 6 |

| 8 |

| 4 |

| 7 |

| 2 |

| 17 |

| 16 |

| 6 |

| 10 |

| 5 |

| 2 |

| 7 |

| 5 |

| 3 |

| 1 |

| 14 |

| 5 |

| 10 |

| 6 |

| 9 |

| 8 |

| 6 |

| 9 |

| 10 |

| 7 |

| 8 |

| 11 |

| 14 |

| 13 |

| 14 |

| 14 |

| 15 |

| Eerste klasse | Tweede klasse | Eerste klasse A | Eerste klasse B | Derde klasse | Vierde klasse |

## Algemeen

### Organisatie
Sinds het faillissement in 2001 tot 25 juni 2020 stond Joseph Allijns aan de leiding van KV Kortrijk als voorzitter. Ronny Verhelst is tot op heden de voorzitter van de club. Na het vertrek van Patrick Turcq in 2016 is Mathias Leterme algemeen manager van de club. Sinds 2015 is KV Kortrijk in handen van de Maleisische zakenman Vincent Tan. CEO van de club is Ken Choo, tevens CEO van de Welshe voetbalploeg Cardiff City.

### Accommodatie

#### Het Guldensporenstadion
In het Guldensporenstadion speelt het eerste elftal van KV Kortrijk zijn thuiswedstrijden. Het stadion heeft een capaciteit van 9.399 plaatsen, waarvan 5.749 zitplaatsen. Aan de achterkant van het stadion bevindt zich een tweede terrein, dat gebruikt wordt voor de trainingen. Achter het stadion, doch binnen de accommodatie bevindt zich het themacafé De Kouter.
Onder tribune 1 van het stadion is Club 19 gevestigd. Deze receptiezaal bevat een restaurant waartoe de abonnees van de outside seats gratis toegang krijgen.

#### Jeugdterreinen Stade
Waar vroeger Stade Kortrijk speelde, spelen nu de jeugdelftallen van KV Kortrijk. De jeugdaccommodatie omvat drie terreinen, waarvan twee kunstgrasvelden gebruikt worden om wedstrijden op te spelen. Het secretariaat en de receptieruimte zijn gelegen boven de kleedkamers.

### Logo
Sinds het ontstaan van KV Kortrijk in 1971 heeft de club hetzelfde logo behouden. Het rood-witte logo heeft de vorm van een wapenschild met de initialen KVK centraal. De letters worden gescheiden door twee rode lijnen. Op het schild bevindt zich een wit kroontje. Rondom het schild bevindt zich een rode cirkel met daarin de volledige naam van de club.

### Mascotte
Op de fandag van 2014 werd het "Kereltje" geïntroduceerd. De mascotte is gekleed in rode sporttenue met z'n pet achterstevoren en draagt het rugnummer 12. Sinds de inhuldiging van de Familietribune (Tribune 4) is het "Kereltje" de officiële mascotte van de "Kerels". Hij ontvangt alle supporters met de glimlach en mengt zich onder de kinderen van de KVK Kids, zodat de wedstrijd in de juiste sfeer kan beginnen. Soms geeft hij de aftrap, maar daarna haast hij zich naar de jonge fans om samen de wedstrijd te beleven. Het sympathieke en vriendelijke Kereltje wil een familiaal gevoel creëren met alle supporters van de club, vooral met de jonge fans van de KVK Kids. Hiervoor was de mascotte even een ridder (als verwijzing naar de Guldensporenslag) en hiervoor een kaartlezer van de toenmalige sponsor Digipass.

### Tenue
KV Kortrijk speelt met een rood truitje, rode short en rode kousen. Op verplaatsing speelt Kortrijk in een wit of zwart tenue.

## Bekende (oud-)spelers
- Anthony Bartholome
- Istvan Bakx
- Jan Peters
- Foeke Booy
- Lars Veldwijk
- Hans Galjé
- Aloys Nong
- Xavier Chen
- Tom Soetaers
- Lorenzo Staelens
- Mbo Mpenza
- Émile Mpenza
- Eddy Snelders
- Michel De Wolf
- Donald Van Durme
- Sven Kums
- Brecht Dejaegere
- Christian Benteke
- Cheikhou Kouyaté
- Laurent Ciman
- Glenn Verbauwhede
- Ilombe Mboyo
- Stijn De Smet
- Teddy Chevalier
- Ivan Santini
- Adam Marušić
- Thomas Kaminski
- Birger Verstraete
- Benito Raman
- Youcef Atal
- Pablo Chavarría
- Maxime Chanot
- Brecht Capon
- Gertjan De Mets
- Anton Janssen
- Steeven Joseph-Monrose
- Darren Keet
- Hendrie Krüzen
- Thomas Matton
- Mohamed Messoudi
- Stefan Mitrovic
- Ernest Webnje Nfor
- Mustapha Oussalah
- Nebojša Pavlović
- Gerard Plessers
- Toni Šunjić
- Hein Vanhaezebrouck
- Dalibor Veselinović
- Djamel Zidane
- Ervin Zukanović
- Hannes Van der Bruggen
- Julien De Sart
- Christophe Lepoint
- Terem Moffi
- Kristof D'haene
- Faïz Selemani

## Selectie 2024/25
| Nr.         | Speler             | Nationaliteit | Sinds | Contract | Laatste club        |      |      |
| Doel        | Doel               | Doel          | Doel  | Doel     | Doel                | Doel | Doel |
| ----------- | ------------------ | ------------- | ----- | -------- | ------------------- | ---- | ---- |
| 13          | Ebbe De Vlaeminck  | België        | 2023  | -        | Eigen Jeugd         |      |      |
| 31          | Patrik Gunnarsson  | IJsland       | 2024  | 2028     | Viking FK           |      |      |
| 95          | Lucas Pirard       | België        | 2023  | 2025     | Union Sint-Gillis   |      |      |
| Verdediging |                    |               |       |          |                     |      |      |
| 2           | Ryan Alebiosu      | Engeland      | 2023  | 2026     | Arsenal FC          |      |      |
| 4           | Mark Mampassi      | Rusland       | 2023  | 2024     | Lokomotiv Moskou    |      |      |
| 6           | Nayel Mehssatou    | België        | 2022  | 2025     | RSC Anderlecht      |      |      |
| 11          | Dion De Neve       | België        | 2022  | 2025     | Zulte Waregem       |      |      |
| 20          | Gilles Dewaele     | België        | 2024  | 2027     | Standard Luik       |      |      |
| 24          | Haruya Fujii       | Japan         | 2024  | 2028     | Nagoya Grampus      |      |      |
| 26          | Bram Lagae         | België        | 2024  | 2025     | KAA Gent            |      |      |
| 33          | Ryotaro Tsunoda    | Japan         | 2025  | 2025     | Cardiff City        |      |      |
| 44          | João Silva         | Portugal      | 2022  | 2025     | Deportivo Alavés    |      |      |
| Middenveld  |                    |               |       |          |                     |      |      |
| 8           | Dermane Karim      | Togo          | 2025  | 2025     | Lommel SK           |      |      |
| 10          | Abdelkahar Kadri   | Algerije      | 2021  | 2026     | Paradou AC          |      |      |
| 14          | Iver Fossum        | Noorwegen     | 2024  | 2026     | FC Midtjylland      |      |      |
| 16          | Brecht Dejaegere   | België        | 2024  | 2026     | Charlotte FC        |      |      |
| 17          | Massimo Bruno      | België        | 2022  | 2025     | Bursaspor           |      |      |
| 27          | Abdoulaye Sissako  | Frankrijk     | 2023  | 2027     | Zulte Waregem       |      |      |
| 32          | Mouhamed Guèye     | Senegal       | 2025  | 2028     | Rapid Wien II       |      |      |
| 35          | Nathan Huyghevelde | België        | 2024  | 2025     | Union Sint-Gillis   |      |      |
| Aanval      |                    |               |       |          |                     |      |      |
| 7           | Mounaïm El Idrissy | Frankrijk     | 2023  | 2026     | AC Ajaccio          |      |      |
| 19          | Nacho Ferri        | Spanje        | 2024  | 2025     | Eintracht Frankfurt |      |      |
| 45          | Billal Messaoudi   | Algerije      | 2022  | 2026     | JS Saoura           |      |      |
| 68          | Thierry Ambrose    | Guadeloupe    | 2023  | 2027     | KV Oostende         |      |      |

### Technische staf
| Functie             | Naam                    | Nationaliteit    |
| ------------------- | ----------------------- | ---------------- |
| Trainer             | Bernd Storck            | [[DE]] Duitsland |
| Assistent-trainer   | Matyas Czuczi           | [[HO]] Hongarije |
| Keeperstrainer      | Francky Vandendriessche | België           |
| Video-analist       | Gregory De Grauwe       | België           |
| Performance Manager | Thomas Kjaerbye         | Denemarken       |

## Jeugdwerking

### Beloften
Het beloftenelftal van KV Kortrijk komt uit in de Pro League voor beloften. De thuiswedstrijden van de beloften worden gespeeld op het veld van Stade.

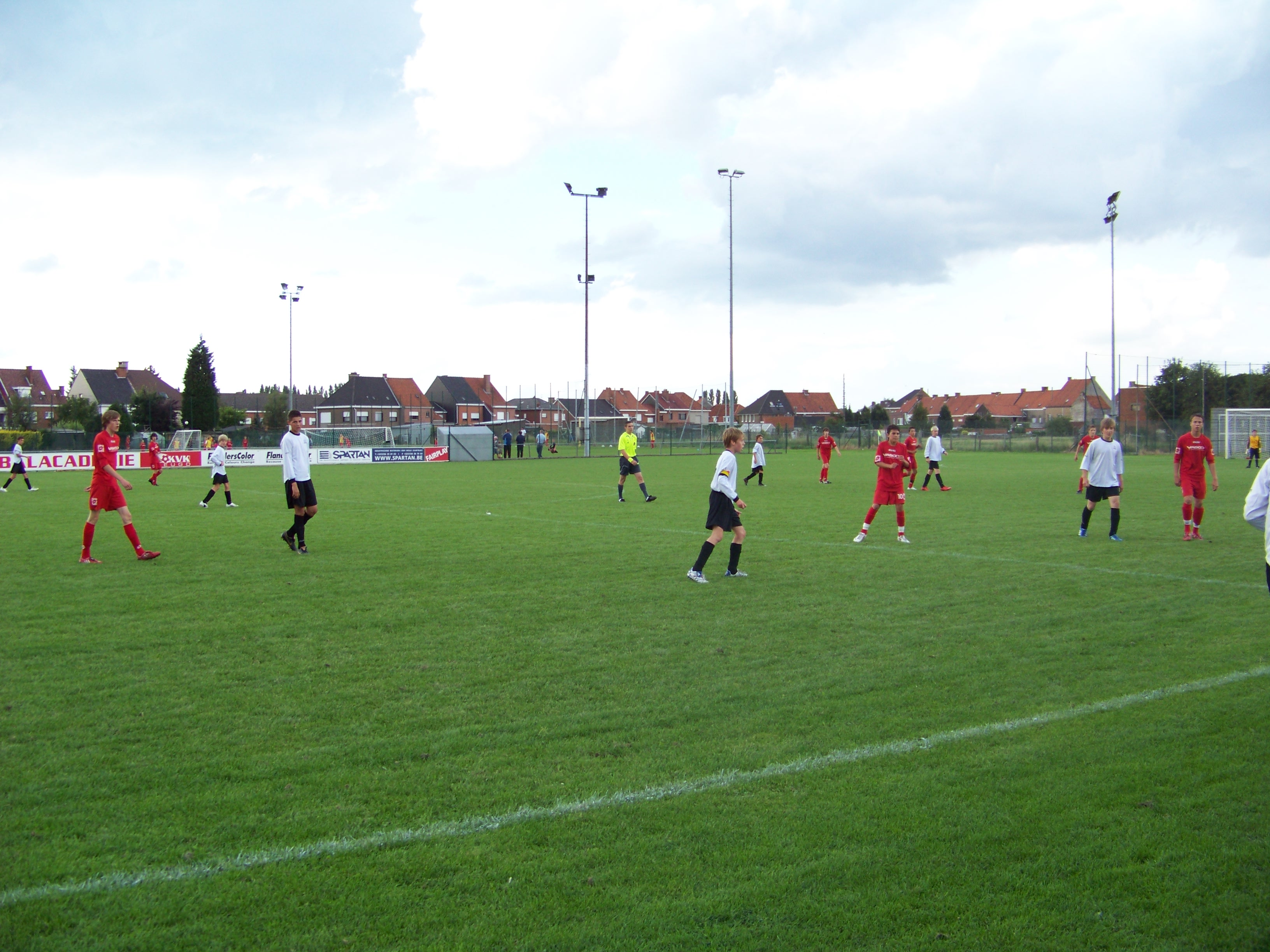
Terrein 2 op Stade

Op de jeugdterreinen Stade (de voormalige thuisbasis van Stade Kortrijk) spelen wekelijks de jeugdploegen van KV Kortrijk op kunstgrasvelden. De voorzitter van KVK-Jeugd is Jelle Schelstraete. De jeugdwerking is opgesplitst in drie stromingen met elk een eigen verantwoordelijke.
- Bovenbouw (junioren tot en met beloften), Rudi Verkempinck
- Onderbouw (tweedejaars preminiemen tot en met scholieren), Denis De Tand
- Lagere leeftijden (pluimpjes tot en met eerstejaars preminiemen), Peter Louage

Kwaliteit, verzorgd en attractief voetbal en karakter- en attidudevorming zijn de drie belangrijke aandachtspunten van de Kortrijkse jeugdwerking. In 2007 kreeg KVK-Jeugd het bronzen label van Dexia Foot Pass
KV Kortrijk heeft 31 jeugdploegen waarbij ruim 400 jeugdspelers actief zijn.

## Supporters

### Supportersclubs
KV Kortrijk heeft verschillende supportersclubs die gevormd zijn onder het coördinatiecomité. Acht ervan zijn gelegen in Kortrijk, er is één internationale supportersclub in het Duitse Monschau.
- Centrum
- De Leie
- Hand in Hand
- KGB
- Kortrijk Noord
- Monschau Reds International
- Overleie en Overleie jongt
- Red Side
- Zuid
- KVK Oost
- United 19
- Quicky's
- Kortrijk Fanatics
- De Zoete KVKvrienden

### Sfeer

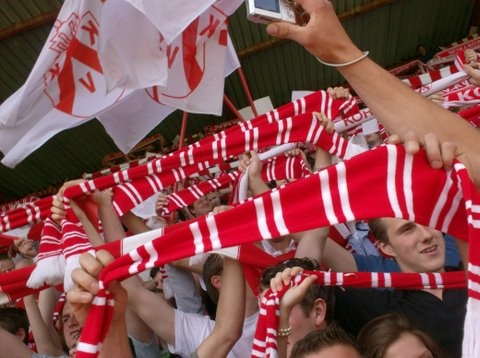
Supporters KV Kortrijk in vak I

De spionkop van KV Kortrijk plaatst zich tijdens de thuismatchen in vak I, de staantribune achter het doel. Die spionkop noemt zichzelf Reds Army. Vak I wijzigde in 2010 van naam naar "Bo Braem Sfeertribune", naar een overleden oud-speler van KV Kortrijk die veel heeft betekend en gedaan voor de club. Deze tribune biedt plaats aan een 3600-tal staande supporters.
Traditioneel wordt tijdens de opkomst van de spelers op het veld het lied "Vis in de Leie" gezongen. Dit lied is een hit van de Kortrijkse zanger Johny Turbo. In de 19de minuut van de match - een verwijzing naar het stamnummer - wordt een minuut applaus gegeven ter herinnering aan de overleden bestuurder Jean-Marc De Gryse.
Sinds 2013 worden alle sfeeracties en het verenigen van supporters gecoördineerd door sfeergroep United 19.

### Rivaliteiten
De aartsrivaal van KV Kortrijk is SV Zulte Waregem. De clubs zijn op 18 kilometer van elkaar gevestigd en bij onderlinge duels is de derbysfeer groot. Een wedstrijd tussen KV Kortrijk en SV Zulte Waregem wordt in de volksmond de Vlasico genoemd, gespeeld door de dikkenekken tegen de boeren.